# Yến mào ria
Yến mào ria, tên khoa học Hemiprocne comata, là một loài chim trong họ Hemiprocnidae.